# Microchaetina subnitens
Microchaetina subnitens là một loài ruồi trong họ Tachinidae.